# Toela
Toela (Russisch: Тула) is een industriestad in Rusland en de hoofdstad van de gelijknamige oblast. De stad is gelegen aan de rivier de Oepa en het riviertje de Toelitsa waar de stad haar naam van heeft. Toela vormt een belangrijk centrum van de metaalindustrie. In de stad is een oude citadel te vinden, het Kremlin van Toela. De familie Demidov speelde een belangrijke rol in de groei van de stad. Sinds 2011 is Jevgeni Avilov de burgemeester.

## Sport
FK Arsenal Toela is de professionele voetbalclub van Toela en speelt in het Arsenalstadion. De club speelt al meerdere seizoenen op het hoogste Russische niveau, de Premjer-Liga.

## Partnersteden
- Banská Bystrica (Slowakije), sinds 1967
- Wałbrzych (Polen)
- Mogilev (Wit-Rusland)
- Villingen-Schwenningen (Duitsland)

## Bekende inwoners van Toela

### Geboren
- Nikita Demidov (1656-1725), ondernemer
- Akinfi Demidov (1678–1745), industrieel ondernemer
- Pavel Leontjev (1822–1874), filoloog
- Gleb Oespenski (1843-1902), schrijver
- Vikenti Veresajev (1857-1945), medicus, schrijver, dichter, publicist en vertaler
- Marianne von Werefkin (1860-1938), expressionistische schilder
- Georgi Lvov (1861-1925), revolutionair
- Pjotr Soesjkin (1868-1928), ornitholoog
- Maria Ouspenskaya (1876-1949), actrice
- Vasili Aleksejevitsj Degtjarjov (1879-1949), wapenontwerper, genie-officier en Held van de Socialistische Arbeid
- Aleksandr Kotov (1913-1981), schaker
- Jevgeni Tolstikov (1913-1987), ontdekkingsreiziger
- Algirdas Julien Greimas (1917-1992), Litouws linguïst
- Zbigniew Lengren (1919-2003), striptekenaar, karikaturist, illustrator en dichter
- Jevgeni Grisjin (1931-2005), schaatser
- Vjatsjeslav Nevinny (1934–2009), acteur
- Valery Legasov (1936-1988), wetenschapper
- Sergej Sivko (1940-1966), bokser
- Valeri Poljakov (1942-2022), kosmonaut en medicus
- Sergej Zaljotin (1962), kosmonaut
- Olga Nazarova (1965), atlete
- Joeri Afonin (1977), politicus
- Michail Timosjin (1980), wielrenner
- Jevgenia Romanjoeta (1988), wielrenner
- Aleksej Vorobjov (1988), zanger en acteur
- Andrej Koeznetsov (1991), tennisser
- Ksenia Afanasjeva (1991), toestelturnster
- Anastasia Vojnova (1993), baanwielrenster
- Sergej Rostovtsev (1997), baan- en wegwielrenner